# Zvěřínek
Zvěřínek település Csehországban, a Nymburki járásban. Zvěřínek Sadská, Písty, Kostelní Lhota és Hořátev településekkel határos. Lakosainak száma 322 fő (2024. január 1.).

## Népesség
A település lakosságának változását az alábbi diagram mutatja:
| Lakosok száma | 194  | 248  | 238  | 276  | 242  | 214  | 277  | 284  | 285  | 322  |
|               | 1869 | 1890 | 1921 | 1950 | 1980 | 2001 | 2017 | 2019 | 2022 | 2024 |